# Triptyque de saint Pierre martyr
Le Triptyque de saint Pierre martyr ou Trittico di san Pietro martire, est une peinture à tempera sur bois (137 × 168 cm)  réalisée par Fra Angelico en 1428-1429,  conservée au Musée national San Marco, à Florence.

## Histoire
Il s'agit de la première œuvre documentée de Fra Angelico qui nous est parvenue. 
Elle était à l'origine au couvent Saint-Pierre de Vérone. Un document daté du 30 mars 1429 enregistre un crédit vers le couvent San Domenico de Fiesole pour ce retable car Fra Angelico en était un de ses moines. La somme est de vingt florins, encaissés directement par le couvent dominicain, car le moine ne pouvait avoir de ressources personnelles. 
La création du tableau est par convention datée de l'année précédente. Néanmoins d'autres historiens de l'art le datent à une période encore antérieure vers 1424-1425, juste après la Sant'Anna Metterza de Masolino da Panicale et Masaccio, même si la forme du polyptyque sans compartiments était pour l'époque par son style à l'avant-garde de ceux qui nous sont parvenus.

## Description
L'œuvre constitue un triptyque de transition, car même si les pinacles suggèrent la présence de trois compartiments, la peinture en réalité est déployée sur un plan unique, sans interruptions proposant une continuité spatiale. 
Au centre se trouve la Vierge en majesté (Vierge à l'Enfant trônant) et sur les côtés  saint Dominique, saint Jean-Baptiste, saint Pierre de Vérone et saint Thomas d'Aquin. 
Dans les pinacles se trouvent des quadrilobes avec : L'Ange annonciateur et  La Vierge annoncée en Annonciation d'encadrement, avec, au centre, le  Christ bénissant. 
Entre les pinacles sont représentées certaines scènes de la vie de  saint Pierre martyr : la Prédication et le Martyre. 
Dans la partie centrale, la Vierge est assise sur un siège couvert d'un brocart d'or, avec l'Enfant debout sur ses genoux et une ampoule en référence à l'ampoule de Madeleine (la Passion). Le drapé du manteau est pesant, les plis étant déterminés par les genoux de Marie, évoquant les figures plastiques et volumétriquement simplifiées de Masaccio. La position légèrement en biais de la Vierge semble évoquer la Sant'Anna Metterza (1425-1425) de Masolino et Masaccio. 
L'Enfant Jésus qui porte une tunique richement bordée d'or tient d'une main le globe, symbole du pouvoir du Christ sur terre, tandis que l'autre est levée en signe de bénédiction. La lumière provient uniformément de gauche.
Le gradin situé sous le siège de la Vierge déborde dans les panneaux latéraux, suggérant la perspective ainsi que l'unification spatiale de la scène entière. 
Les saints situés latéralement ont leurs têtes sur la même ligne latérale selon la tradition d'isocéphalité, mais leurs pieds sont disposés d'une façon innovante avec la mise en retrait des deux personnages situés près de la Vierge, donnant la sensation d'une disposition en demi-cercle autour du trône. 
La lumière provenant de gauche contribue à l'unification de l'espace.

### Les histoires de saint Pierre martyr
La présence de figures entre les espaces des pinacles est insolite. Elles représentent des scènes de vie de saint Pierre martyr traitées à la façon de miniatures qui rappelle les œuvres florentines de Gentile da Fabriano. 
Sur les côtés, se trouve une double rangée d'arbres qui unifie l'espace de ces petites scènes comme si elles se déroulaient dans un unique décor. 
L'attribution de ces peintures a fait l'objet de discussions entre les historiens de l'art, certains les attribuant même à un élève de Benozzo Gozzoli. L'unique certitude est que la restauration a révélé que leur réalisation est contemporaine à celle du triptyque, faisant partie intégrante de l'œuvre depuis l'origine. La richesse de leur composition et la qualité du rendu en perspective font de ces « histoires » les précurseurs du style employé par Fra Angelico lors de la peinture des panneaux des prédelles des années 1430.

## Style
Le style de l'œuvre présente déjà certaines caractéristiques propres à Fra Angelico comme les figures géométriques, allongées, avec des vêtements simples avec des plis lourds, les couleurs vives et lumineuses ainsi que l'emploi de l'espace.
Mis à part le riche brocart et les plis terminaux du manteau de la Vierge, la décoration reste simple, révélant l'influence de Masaccio déjà présent qui éloigne stylistiquement cette œuvre de la précédente Pala di Fiesole (1424-1425) encore influencée par Gentile da Fabriano.

## Analyse
Le pavement perspectif est semblable à celui du Polittico Guidalotti.